# Wskaźnik C/S
Wskaźnik C/S (cena/sprzedaż lub P/S, ang. price/sales ratio) – wskaźnik rynku kapitałowego odnoszący się do akcji spółki publicznej (notowanej na giełdzie papierów wartościowych) obliczany jako stosunek (relacja) średniej ceny wszystkich akcji spółki do jej przychodów netto z wybranego, zwykle rocznego lub kwartalnego, przedziału czasu.
Na podstawie tego wskaźnika można wstępnie ocenić, czy akcje danej spółki nie są przeszacowane lub niedoszacowane przez inwestorów giełdowych. Jest to wskaźnik destymulatywny (destymulanta), czyli im jego wartość jest niższa, tym lepiej.